# Velimir Hlebnikov
Velimir Hlebnikov (rusă Велимир Хлебников), pseudonimul lui Victor Vladimirovici Hlebnikov (Виктор Владимирович Хлебников) (n. 9 noiembrie (28 octombrie pe stil vechi) 1885 - d. 28 iunie 1922), a fost un poet și un prozator rus.
A fost, alături de Vladimir Maiakovski, fondator al futurismului literar în țara sa.
Novator îndrăzneț, a dezvăluit posibilitățile latent metaforice ale limbii ruse în poeme de inspirație mitologică, folclorică, antirăzboinică și utopic-vizionară.
A murit într-un sat izolat de lângă Nijni Novgorod, în timpul foametei din 1921-1922.

## Scrieri
- 1906/1908: Creații ("Tvoreniia")
- 1907/1914: Versuri alese ("Izbornik stihov")
- 1913: Urlet ("Riav")
- 1920: Ladomir
- 1921: Noaptea în fereastră ("Noč v okone").

Hlebinkov a mai scris și eseuri.